# Àcid linoleic
L'àcid linoleic, de nom sistemàtic àcid (9Z,12Z)-octadeca-9,12-dienoic, és un àcid carboxílic poliinsaturat de cadena lineal amb divuit àtoms de carboni, la qual fórmula molecular és {\displaystyle {\ce {C18H32O2}}}. En bioquímica és considerat un àcid gras essencial ω-6, ja que té un doble enllaç C=C situat entre el carboni 6 i el 7 començant per l'extrem oposat al grup carboxil, i se simbolitza per C18:2n-6, C18:2ω-6 o LA (de l'anglès linoleic acid). També té un altre enllaç doble en disposició cis com el primer. No s'ha de confondre amb l'àcid linolenic.

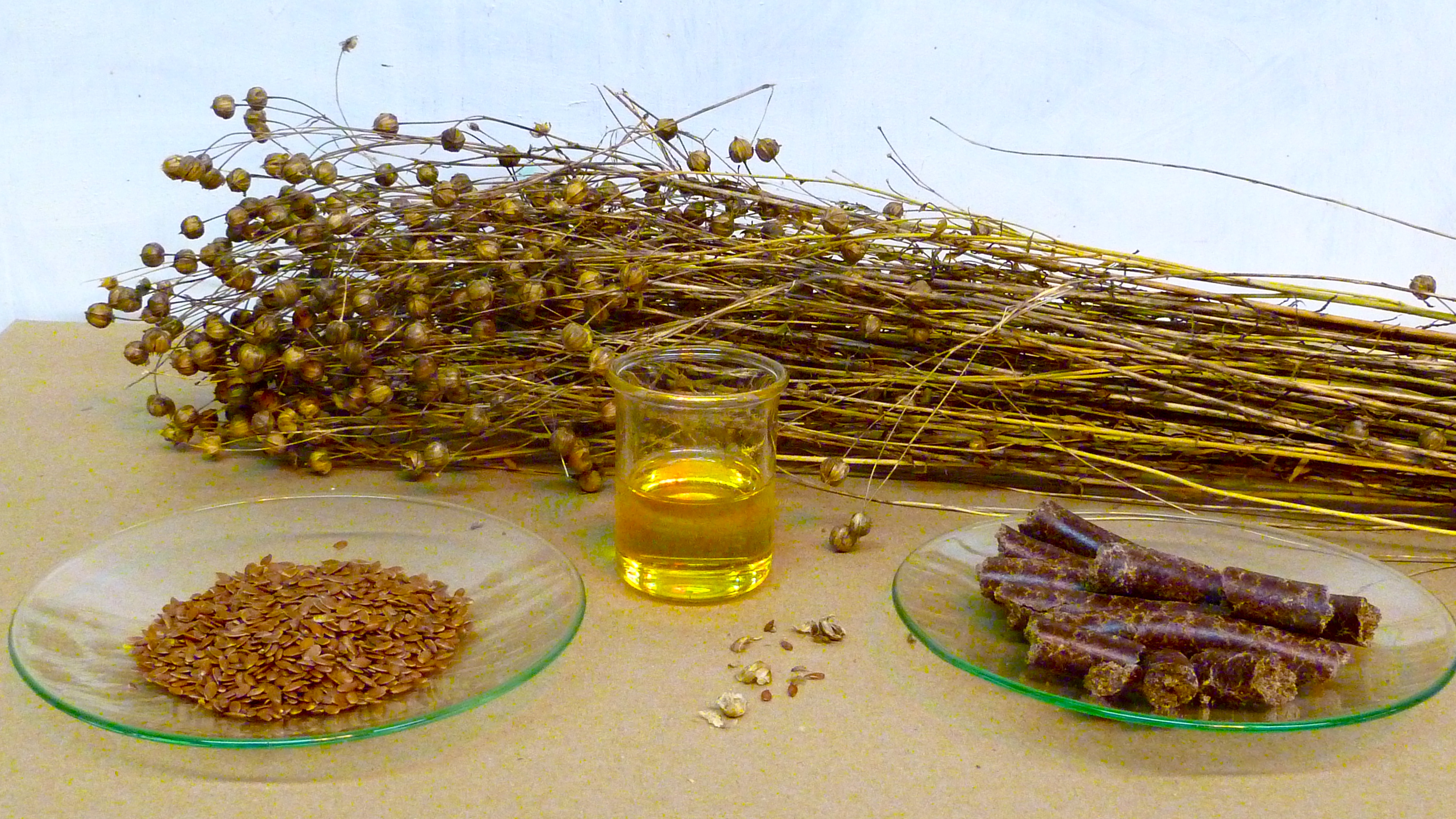
Lli, amb les llavors i l'oli de llinosa

A temperatura ambient és un líquid incolor, fàcilment oxidable per l'oxigen de l'aire, de punt de fusió −5 °C i que bull entre 229 °C i 230 °C si la pressió és de només 16 mm Hg. La seva densitat és de 0,9031 g/cm³ entre 4 °C i 20 °C i el seu índex de refracció a 20 °C val 1,4711. És soluble en acetona, etanol, dietilèter i èter de petroli.
Fou aïllat per primera vegada per F. Sacc el 1844 de l'oli de llinosa al laboratori de Justus von Liebig a Giessen. L'estructura fou determinada per T.P. Hilditch i col·laboradors el 1939, i fou sintetitzat per primer cop al laboratori per R.A. Raphael i F. Sondheimer el 1950. El nom comú àcid linoleic prové de les paraules llatines linum 'lli' i oleum 'oli', perquè s'aïllà de l'oli de les llavors de lli (oli de llinosa).

## Biosíntesi
Hom el troba en gran quantitat com èster de glicerol en greixos de un ampli ventall de llavors: anou, cacauet, llavors de cotó, rosella, gira-sol, raïm, blat de moro, sèsam i soia i en els seus olis. Es troba en els lípids de la membrana cel·lular.
L'àcid linoleic (18: 2n-6) se sintetitza a partir de l'àcid oleic (18: 1n-9) per desaturació produïda per l'enzim Δ12-desaturasa. Atès que aquest enzim només està present a les cèl·lules vegetals, l'àcid linoleic se sintetitza a les plantes i es troba enriquit en fulles (teixits fotosintètics). Com que aquesta desaturasa no està present en cèl·lules animals, aquestes no el biosintetitzen in vivo, i els animals l'han d'aconseguir ingerint-lo en la seva dieta. Per aquesta raó se'l considera un àcid gras essencial ω-6. Una deficiència d'ω-6 resulta en símptomes que inclouen cabells secs, pèrdua de cabells i dificultat per tancar ferides.

## Metabolisme

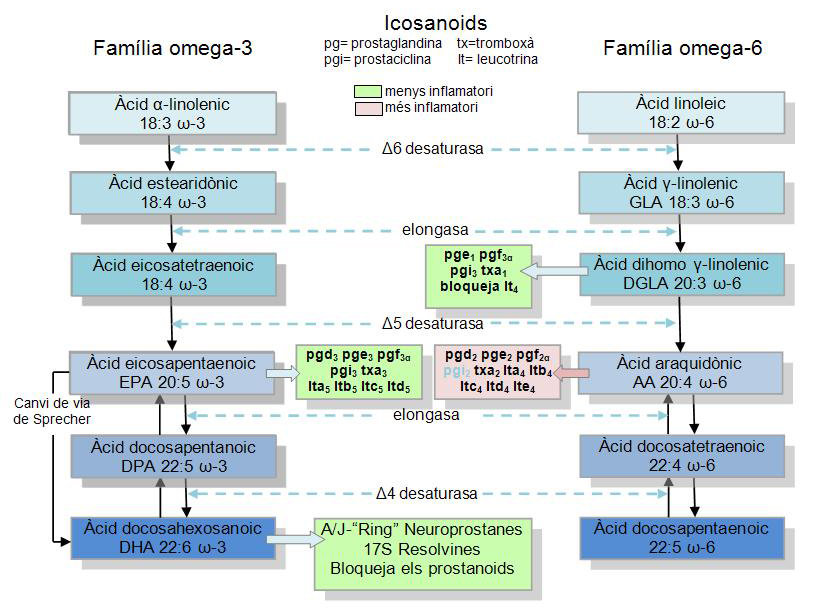
Diagrama on es mostra les vies de producció i degradació dels àcids grassos essencials per formar icosanoides

El primer pas en el metabolisme de l'àcid linoleic (C18:2n-6) és portat a terme per l'enzim l'∆6-desaturasa, que elimina dos àtoms d'hidrogen i forma un tercer enllaç doble entre els carbonis 15 i 16, transformant-lo en àcid γ-linoleic (C18:3n-3 o GLA). Aquest és allargat amb dos àtoms de carboni més per donar l'àcid dihomo-γ-linolènic (20:3n-6); el qual es desaturat per l'enzim Δ5-desaturasa incrementant els enllaços dobles conjugats que passen de tres a quatre a l'àcid araquidònic (20:4n-6); que és allargat amb dos carbonis més transformant-se en àcid adrènic (22:4n-6). L'àcid araquidònic és molt important, ja que és el punt de partida de la biosíntesi de prostaglandines, troboxans i leucotriens.

## Nutrició
L'àcid linoleic ingerit té 4 destinacions primàries. Igual que tots els àcids grassos, es pot utilitzar com a font d'energia. Es pot esterificar per formar lípids neutres i polars, com ara fosfolípids, triacilglicerols i èsters de colesterol. Com a part dels fosfolípids de la membrana, l'àcid linoleic funciona com un component estructural per mantenir un cert nivell de fluïdesa de la membrana de la barrera d'aigua transdèrmica de l'epidermis. A més, quan s'allibera de fosfolípids de membrana, pot ser enzimàticament oxidat a una varietat de derivats implicats en la senyalització cel·lular com l'àcid 13-hidroxioctadecanoic.
El nivell d'essencialitat en els infants podria ser tan baix com el 0,5-2,0 % de l'energia i la privació de l'àcid linoleic (és a dir, l'alimentació intravenosa sense greixos) pot provocar lesions escamoses de la pell, retard del creixement i patrons alterats d'àcids grassos i trombocitopenia. Atès que l'àcid linoleic es troba abundantment en fórmules i aliments infantils i en la llet materna humana, la deficiència d'àcids grassos essencials és extraordinàriament poc freqüent en individus d'altre tipus. De la mateixa manera, l'evidència de la deficiència és extremadament escassa en la població adulta en absència d'un error innat del metabolisme.
Atès que l'àcid linoleic és un nutrient essencial, normalment es proporciona en fórmules enterals, parenterals i lactants on el contingut de greixos pot variar depenent de l'ús específic. De la mateixa manera, les aplicacions tòpiques també poden proporcionar àcid linoleic, ajudant a tractar trastorns relacionats amb la pell relacionades amb la deficiència.

## Usos industrials
L'àcid linoleic es fa servir en la fabricació de sabons, emulsionants i olis de ràpid assecat. Una reducció de l'àcid linoleic produeix alcohol linoleil. L'àcid linoleic ha esdevingut cada vegada més popular a la indústria dels productes de bellesa per les seves propietats beneficioses per la pell. La recerca ens mostra possibles usos de l'àcid linoleic com antiinflamatori, reductor d'acne i retenció d'humitat quan és aplicat tòpicament a la pell.